# Relaciones Costa Rica-Letonia
Las relaciones Costa Rica-Letonia se refieren a las relaciones internacionales que existen entre Costa Rica y Letonia.
Las relaciones diplomáticas entre la República de Costa Rica y la República de Letonia se establecieron el día 15 de mayo del 2003 en la Sede de la Organización de las Naciones Unidas. El intercambio de notas lo hizo efectivo el embajador de Costa Rica ante las Naciones Unidas, Bruno Stagno.